# Attaque (technique de combat)
Pour les articles homonymes, voir Attaque.
Une attaque en combat est un mouvement offensif destiné à prendre le dessus sur l’adversaire afin de remporter la victoire.
Dans les sports de combat, suivant le règlement, la victoire s’obtient de différentes manières : soit par victoire avant la fin du temps règlementaire (abandon, hors-combat, écart de points important, « mort subite », etc.) soit par victoire à fin du temps règlementaire (totalisation de points et de pénalités).

Ainsi, l’offensive va s’organiser en fonction du mode de victoire imposé par le règlement sportif et des potentialités de chacun des protagonistes. Que trouve-t-on comme dispositifs offensifs ? 

- L’attaque est faite de mouvements uniques et directs.
- L’attaque est composée et/ou adaptative (techniques de manœuvres et d’exploitation).

Remarque : L’attaque par définition est une prise d’initiative et n’est pas le seul moyen de remporter la victoire. La seconde façon de vaincre consiste à utiliser l'initiative de l'adversaire. On dit alors que le jeu est contre-offensif (activité calculée de défense-riposte, de coups d'arrêts et de contres).

## En sport de combat de percussion
On distingue plusieurs catégories d’attaque dans les sports de combat dit à cible : 
- attaque simple, faite d’un mouvement unique,
- attaque doublée ou renouvelée (redoublement du même mouvement),
- attaque indirecte : différée, composée (comprenant appel, feinte, provocation, etc.), progressive (organisée autour de différentes actions pour s’approcher de la cible),
- attaque cachée (masquée),
- attaque en aveugle,
- attaque sur préparation adverse. Elle est lancée alors que l’adversaire a entrepris un  démarrage d’attaque. Il s’agit ici plus précisément d’un coup de contre.

### Illustration enboxe

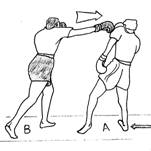
Attaque en coup de poing direct (boxe) long du bras arrière
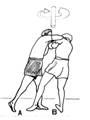
Attaque en coup de coude circulaire (Spin-elbow strike)
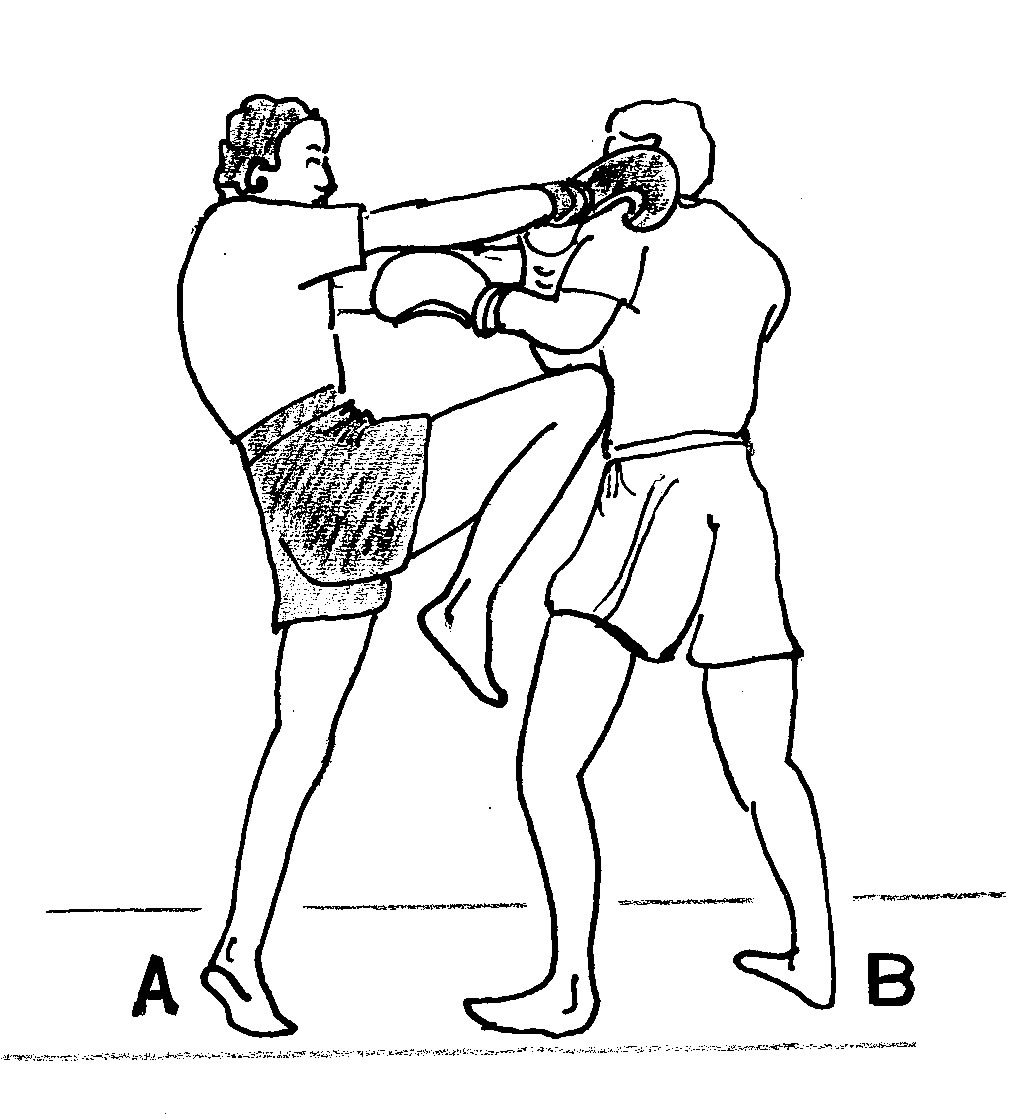
Attaque en coup de genou direct (straight knee-thrust)
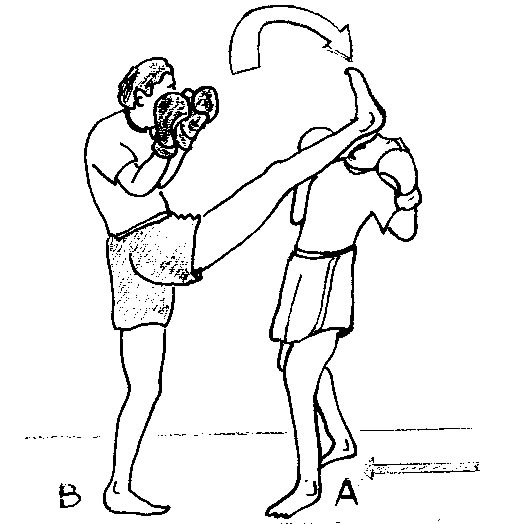
Attaque en coup de pied retombant (hammer kick)

## Sources
- Georges Blanchet, Boxe et sports de combat en éducation physique, Ed. Chiron, Paris, 1947
- Alain Delmas, 1. Lexique de la boxe et des autres boxes (Document fédéral de formation d’entraîneur), Aix-en-Provence, 1981-2005 – 2. Lexique de combatique (Document fédéral de formation d’entraîneur), Toulouse, 1975-1980.
- Jack Dempsey, Championship fighting, Ed. Jack Cuddy, 1950
- F.F.E., Les cahiers de la commission pédagogique nationale d’escrime, INSEP, Paris, 1981
- Gabrielle & Roland Habersetzer, Encyclopédie des arts martiaux de l'Extrême-Orient, Ed. Amphora, Paris, 2000
- Louis Lerda, J.C. Casteyre, Sachons boxer, Ed. Vigot, Paris, 1944
- Friedrich Mahlo, L’acte tactique en jeu, Éd. Vigot, Paris, 1969
- Marcel Petit, Boxe : technique et entraînement, Paris, Ed. Amphora, Paris, 1972